# Ouanaminthe (gemeente)
Ouanaminthe (Haïtiaans-Creools: Wanament) is een stad en gemeente met 106.000 inwoners in het Haïtiaanse departement Nord-Est. Het is de hoofdplaats van het gelijknamige arrondissement.
De naam Ouanaminthe is van Taíno-oorsprong. De plaats ligt bij de rivier Massacre.
Ouanaminthe ligt op de grens met de Dominicaanse Republiek, tegen Dajabón, en heeft altijd een rol gespeeld in de soms roerige relatie tussen beide landen. Het is gesticht als een buitenpost van de Fransen, om handel te kunnen drijven met de Spanjaarden. Op 18 oktober 1933 vonden hier besprekingen plaats tussen president Sténio Vincent van Haïti en dictator Rafael Leónidas Trujillo van de Dominicaanse Republiek.
Tegenwoordig komt er veel smokkelwaar uit de Dominicaanse Republiek aan in Ouanaminthe. Ook komen veel illegale Haïtianen die de Dominicaanse Republiek worden uitgezet in deze plaats terecht.
In de omgeving van Ouanaminthe wordt tabak en pistache geteeld, en worden bijen gehouden.
Er zijn plannen om bij Ouanaminthe een Vrije Zone te vestigen, waar men door belastingsvoordelen de maquiladora-industrie probeert aan te trekken. Hier is veel verzet van boeren tegen, omdat deze Zone gesitueerd zal worden op vruchtbare landbouwgrond.

## Geboren in Ouanaminthe
- 1761: Jean-Baptiste Bernard Viénot de Vaublanc, Frans officier

## Indeling
De gemeente bestaat uit de volgende sections communales:
| Nr. | Naam            | Km²   | Inw.2015 |
| --- | --------------- | ----- | -------- |
| 1   | Haut Maribahoux | 52,66 | 84.275   |
| 2   | Acul des Pins   | 43,40 | 4.827    |
| 3   | Savane Longue   | 47,45 | 9.563    |
| 4   | Savane au Lait  | 35,06 | 4.252    |
| 5   | Gens de Nantes  | 20,49 | 3.212    |